# آرکنادا
آرکنادا (به اسپانیایی: Arconada) یک شهرستان در اسپانیا است که در El Cerrato واقع شده‌است.

## خصوصیات
آرکنادا ۱۹٫۴ کیلومترمربع مساحت و ۴۵ نفر جمعیت دارد و ۸۲۸ متر بالاتر از سطح دریا واقع شده‌است.